# Галків
Га́лків — село в Україні, у Любецькій селищній громаді Чернігівського району Чернігівської області. Населення становить 239 осіб. До 2018 орган місцевого самоврядування — Мохначівська сільська рада.

## Історія
12 січня 1995 року, о 11:30 за місцевим часом в межах села впав метеорит вагою 5 кг. Він був знайдений В. М. Леоненко. Був класифікований як хондрит. Отримав назву Galkiv.
12 червня 2020 року, відповідно до розпорядження Кабінету Міністрів України № 730-р «Про визначення адміністративних центрів та затвердження територій територіальних громад Чернігівської області», увійшло до складу Любецької селищної громади.
19 липня 2020 року, в результаті адміністративно - територіальної реформи та ліквідації Ріпкинського району, село увійшло до складу Чернігівського району Чернігівської області.